# جحير (حبيش)

تعديل مصدري - تعديل

جحير محلة تابعة لقرية السهلة، التابعة لعزلة بني شبيب بمديرية حبيش إحدى مديريات محافظة إب في الجمهورية اليمنية، بلغ تعداد سكانها 124 حسب تعداد اليمن لعام 2004.